# يواجيما (إهيمه)
مدينة يواجيما (بالإنجليزية: Uwajima)‏ هي أحد المدن التابعة لولاية إهيمه. تأسست رسميًا في 01/08/2005. ويقدر عدد سكانها بـ 86819 نسمة حسب تقدير مكتب الإحصاء الياباني لعام 2012. تبلغ مساحة يواجيما 469.52 كم2. بكثافة سكانية تبلغ 185 نسمة/كم2.

## المناخ
يظهر الجدول التالي التغييرات المناخية على مدار السنة ليواجيما:
| البيانات المناخية لـيواجيما               | البيانات المناخية لـيواجيما | البيانات المناخية لـيواجيما | البيانات المناخية لـيواجيما | البيانات المناخية لـيواجيما | البيانات المناخية لـيواجيما | البيانات المناخية لـيواجيما | البيانات المناخية لـيواجيما | البيانات المناخية لـيواجيما | البيانات المناخية لـيواجيما | البيانات المناخية لـيواجيما | البيانات المناخية لـيواجيما | البيانات المناخية لـيواجيما | البيانات المناخية لـيواجيما |
| الشهر                                     | يناير                       | فبراير                      | مارس                        | أبريل                       | مايو                        | يونيو                       | يوليو                       | أغسطس                       | سبتمبر                      | أكتوبر                      | نوفمبر                      | ديسمبر                      | المعدل السنوي               |
| ----------------------------------------- | --------------------------- | --------------------------- | --------------------------- | --------------------------- | --------------------------- | --------------------------- | --------------------------- | --------------------------- | --------------------------- | --------------------------- | --------------------------- | --------------------------- | --------------------------- |
| الدرجة القصوى °م (°ف)                     | 22.5 (72.5)                 | 23.7 (74.7)                 | 26.8 (80.2)                 | 30.0 (86.0)                 | 31.4 (88.5)                 | 35.9 (96.6)                 | 40.2 (104.4)                | 38.4 (101.1)                | 36.1 (97.0)                 | 33.0 (91.4)                 | 28.2 (82.8)                 | 24.3 (75.7)                 | 40.2 (104.4)                |
| متوسط درجة الحرارة الكبرى °م (°ف)         | 11.2 (52.2)                 | 12.0 (53.6)                 | 15.0 (59.0)                 | 20.2 (68.4)                 | 23.8 (74.8)                 | 26.8 (80.2)                 | 30.6 (87.1)                 | 32.0 (89.6)                 | 28.9 (84.0)                 | 23.9 (75.0)                 | 18.9 (66.0)                 | 13.8 (56.8)                 | 21.4 (70.6)                 |
| المتوسط اليومي °م (°ف)                    | 6.8 (44.2)                  | 7.4 (45.3)                  | 10.3 (50.5)                 | 15.1 (59.2)                 | 19.2 (66.6)                 | 22.7 (72.9)                 | 26.5 (79.7)                 | 27.5 (81.5)                 | 24.4 (75.9)                 | 18.8 (65.8)                 | 13.9 (57.0)                 | 8.9 (48.0)                  | 16.8 (62.2)                 |
| متوسط درجة الحرارة الصغرى °م (°ف)         | 2.7 (36.9)                  | 3.0 (37.4)                  | 5.7 (42.3)                  | 10.2 (50.4)                 | 14.6 (58.3)                 | 19.1 (66.4)                 | 23.2 (73.8)                 | 24.0 (75.2)                 | 20.8 (69.4)                 | 14.6 (58.3)                 | 9.6 (49.3)                  | 4.8 (40.6)                  | 12.7 (54.9)                 |
| أدنى درجة حرارة °م (°ف)                   | −5.6 (21.9)                 | −6.2 (20.8)                 | −4.2 (24.4)                 | −0.7 (30.7)                 | 2.8 (37.0)                  | 9.0 (48.2)                  | 14.5 (58.1)                 | 16.2 (61.2)                 | 8.7 (47.7)                  | 2.9 (37.2)                  | −0.4 (31.3)                 | −3.3 (26.1)                 | −6.2 (20.8)                 |
| الهطول مم (إنش)                           | 60.4 (2.38)                 | 71.2 (2.80)                 | 117.0 (4.61)                | 119.4 (4.70)                | 160.4 (6.31)                | 258.3 (10.17)               | 237.2 (9.34)                | 176.2 (6.94)                | 203.2 (8.00)                | 110.8 (4.36)                | 81.4 (3.20)                 | 53.0 (2.09)                 | 1٬648٫5 (64.9)              |
| ساعات سطوع الشمس الشهرية                  | 111.2                       | 131.1                       | 156.1                       | 181.8                       | 190.6                       | 150.5                       | 200.6                       | 224.7                       | 169.6                       | 173.8                       | 132.0                       | 119.0                       | 1٬941                       |
| المصدر #1: وكالة الأرصاد الجوية اليابانية |                             |                             |                             |                             |                             |                             |                             |                             |                             |                             |                             |                             |                             |
| المصدر #2: Japan Meteorological Agency    |                             |                             |                             |                             |                             |                             |                             |                             |                             |                             |                             |                             |                             |

## توأمة
ليواجيما (إهيمه) اتفاقيات توأمة مع كل من:
- مقاطعة هونولولو
- هونولولو

## معرض صور

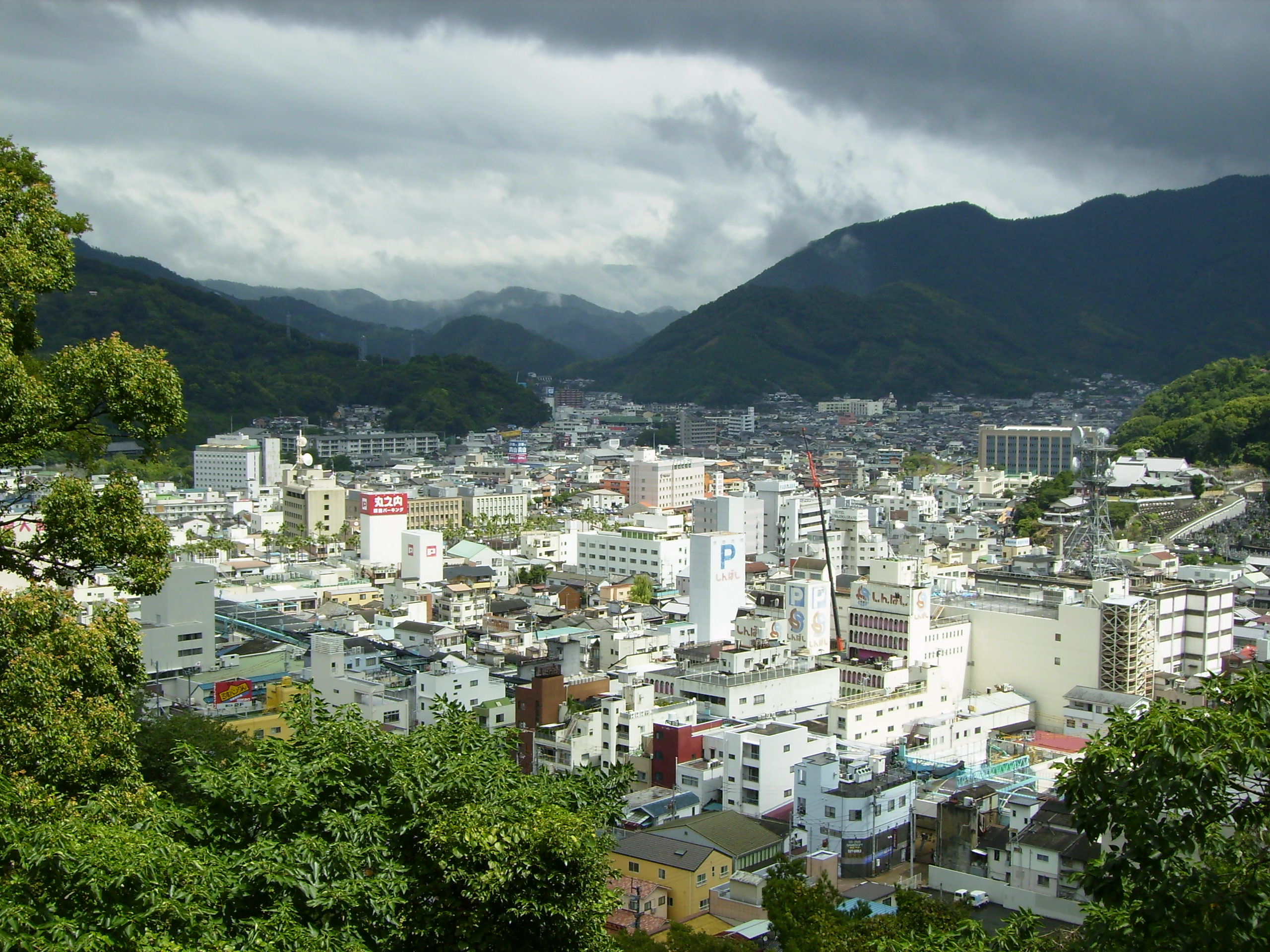
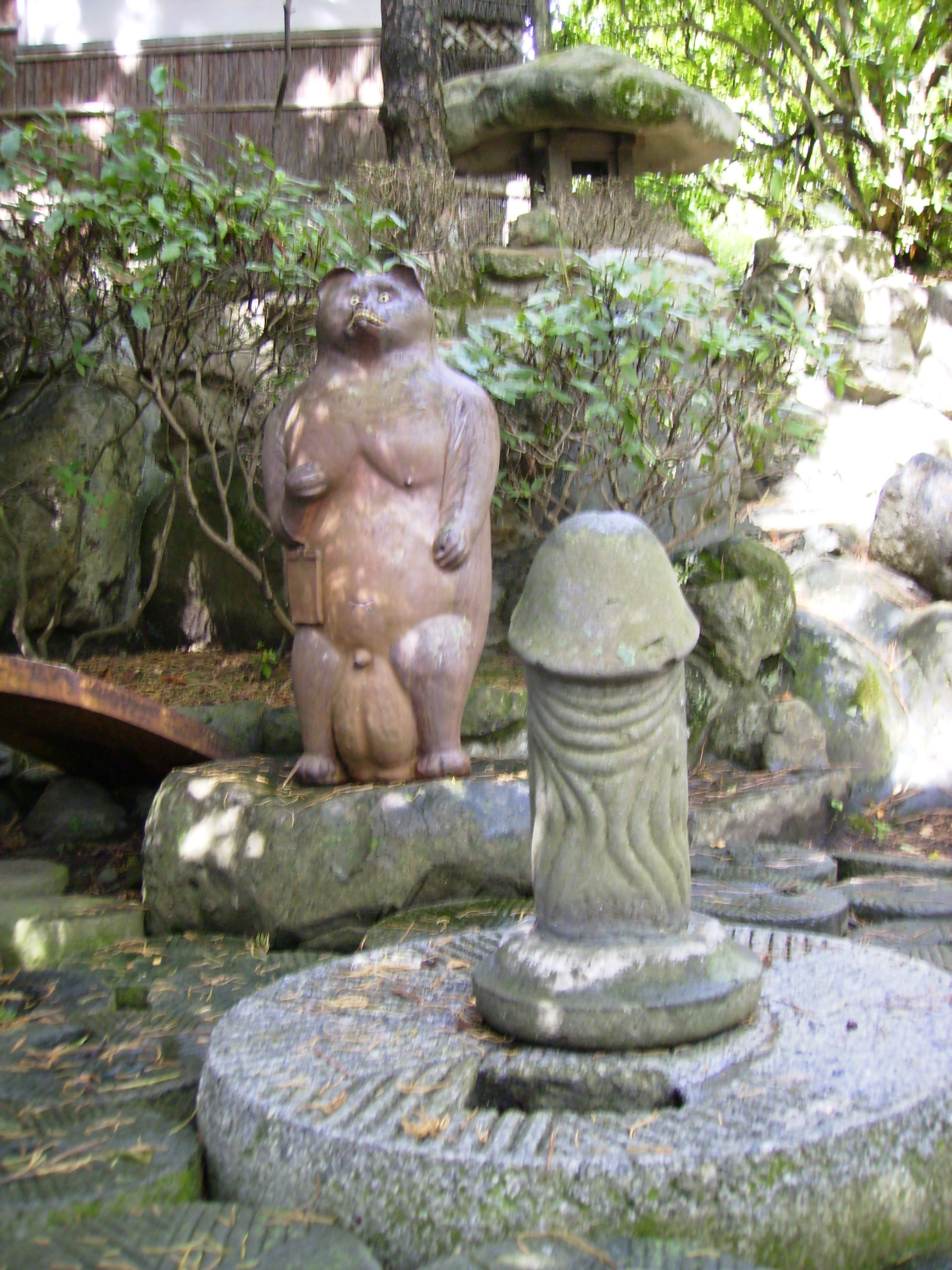
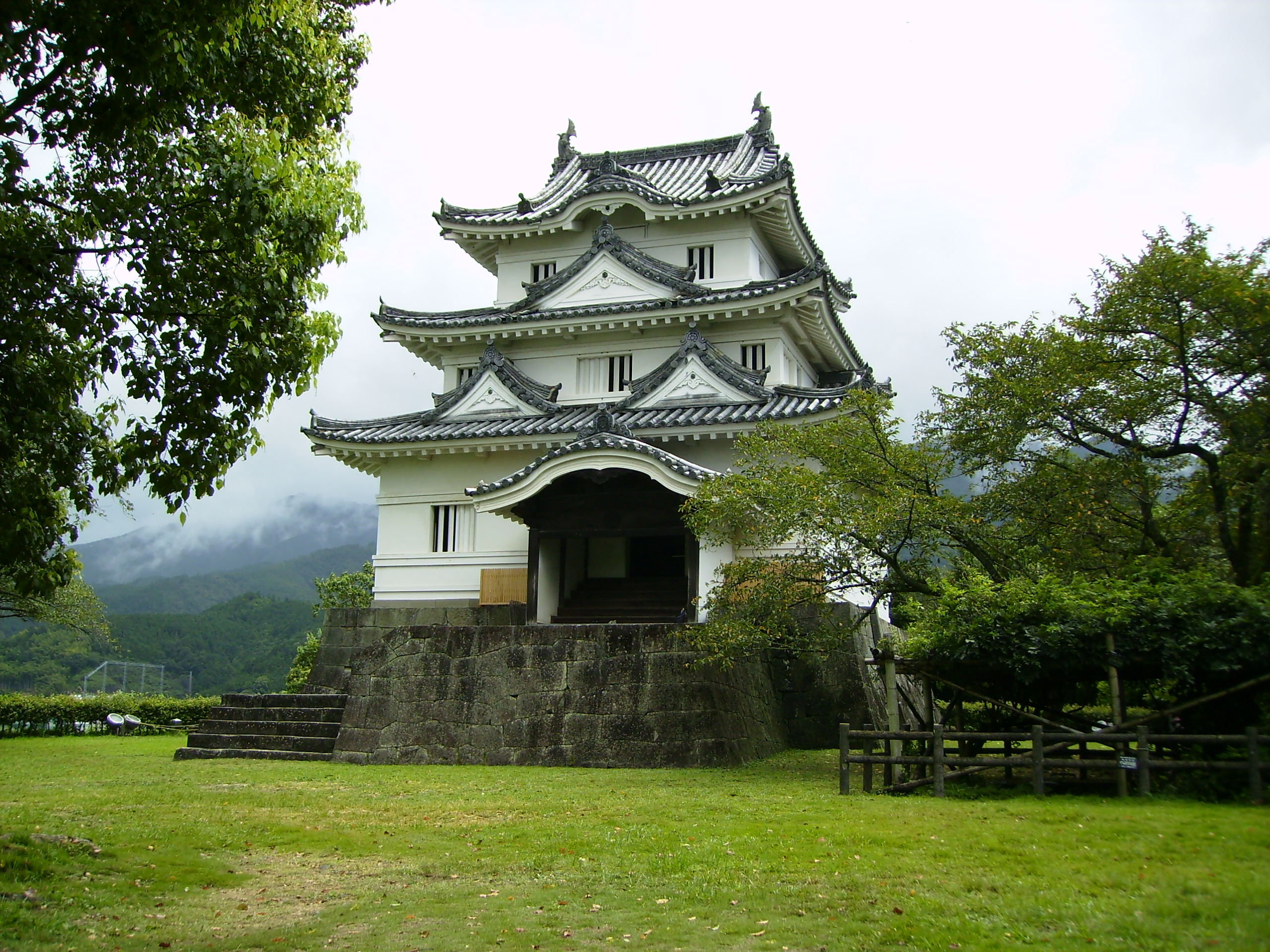
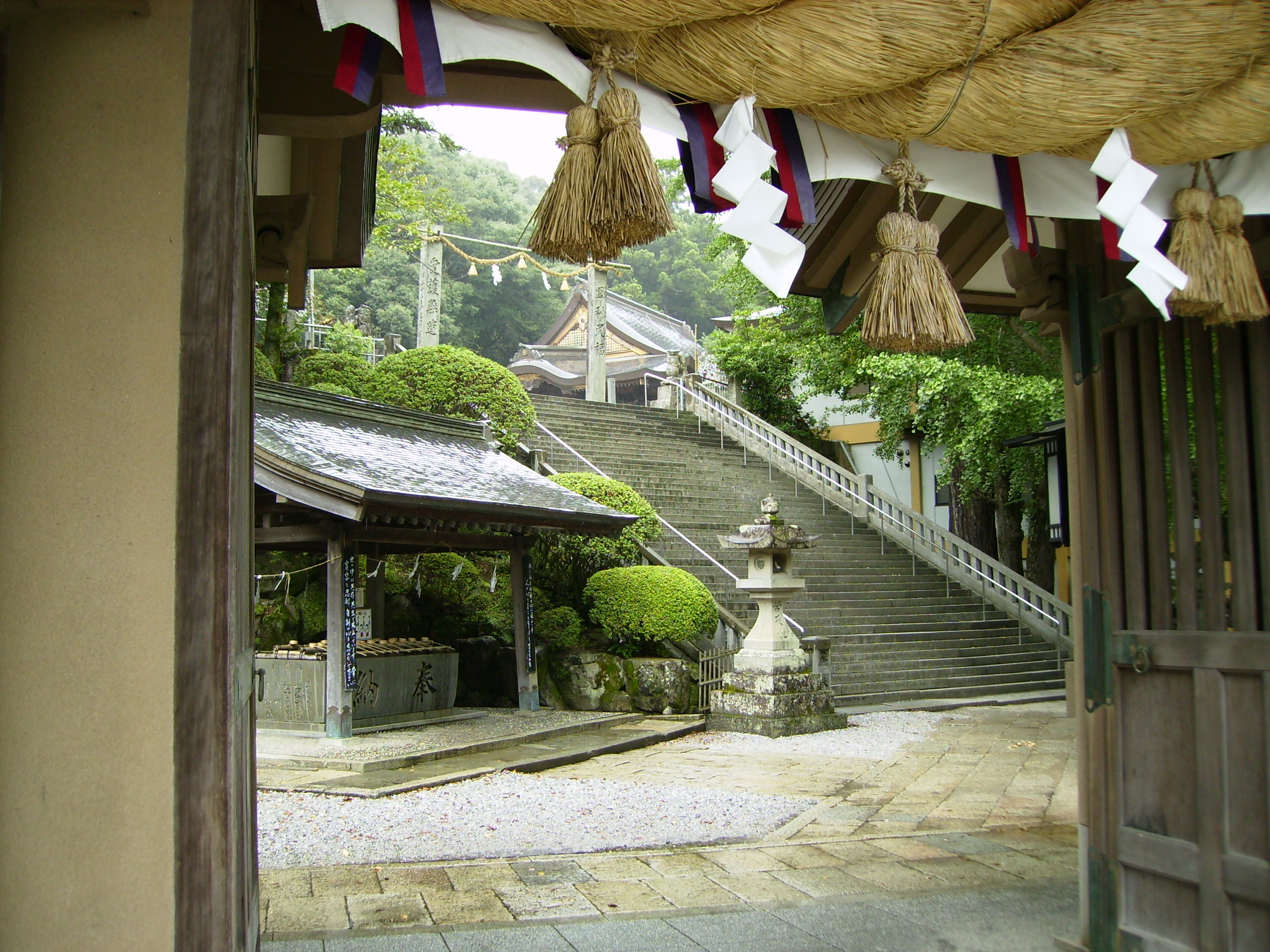

## أعلام
- شينغو ماتسوموتو
- كويتشي ياماموتو
- كازويوشي إيشي
- موتسومي تاماباياشي
- نوبورو إيوامورا